# قائمة المدن التوأمة في تركيا
المدن المتوأمة في تركيا هي الاتفاق بين مدينتين على التعاون في مختلف المجالات والأمور التي تعني التجمعات السكنية المدنية. وهي اتفاقية تعاون بين مدينتين، يوقع عليها عادة صاحب أعلى سلطة في كلا المدينتين. يقوم فريق من كلا المدينتين بإعداد بنود الاتفاقية، ثم في احتفال إما في إحدى المدينتين أو في كلاهما بالتناوب.

## أنقرة[1]
- سيؤل، كوريا الجنوبية منذ 1971
- إسلام أباد، باكستان منذ 1982
- كوالالمبور، ماليزيا منذ 1984
- نيقوسيا، قبرص منذ 1989
- بكين، الصين منذ 1990
- بيشكك، قيرغيزستان منذ 1992
- بودابست، هنغاريا منذ 1992
- الخرطوم، السودان منذ 1992
- موسكو، روسيا منذ 1992
- صوفيا، بلغاريا منذ 1992
- هافانا، كوبا منذ 1993
- كييف، أوكرانيا منذ 1993
- عشق آباد، تركمانستان منذ 1994
- مدينة الكويت، الكويت منذ 1994
- سراييفو، البوسنة والهرسك منذ 1994
- تيران، ألبانيا منذ 1995
- تبليسي، جورجيا منذ 1996
- أوفا، روسيا منذ 1997
- بوخارست، رومانيا منذ 1998
- هانوي، فيتنام منذ 1998
- المنامة، البحرين منذ 2000
- مقديشو، الصومال منذ 2000
- سانتياغو، تشيلي منذ 2000
- أستانة، كازاخستان منذ 2001
- دوشنبه، طاجيكستان منذ 2003
- كابول، أفغانستان منذ 2003
- أولان باتور، منغوليا منذ 2003
- القاهرة، مصر منذ 2004
- كيشيناو، مولدوفا منذ 2004
- صنعاء، اليمن منذ 2004
- طشقند، أوزبكستان منذ 2004
- برشتينا، كوسوفو منذ 2005
- قازان، تتارستان، روسيا منذ 2005
- كينشاسا، جمهورية الكونغو الديمقراطية منذ 2005
- أديس أبابا، اثيوبيا منذ 2006
- مينسك، بيلاروسيا منذ 2007
- زغرب، كرواتيا منذ 2008
- دمشق، سوريا منذ 2010
- بيساو، غينيا بيساو منذ 2011
- واشنطن العاصمة، الولايات المتحدة الأمريكية منذ 2011
- بانكوك، تايلند منذ 2012
- فيينا، النمسا منذ 2012

## إسطنبول[2]
- برلين، ألمانيا منذ 17 تشرين ثاني 1989 [3]
- برشلونة، إسبانيا منذ 1997 [4]
- كولونيا، ألمانيا منذ 1997
- كونستانتسا، رومانيا منذ 2001
- دراس، ألبانيا منذ 1998
- قازان، تتارستان، روسيا منذ 2002
- أوديسا، أوكرانيا منذ 1997
- ألماتي، كازاخستان منذ 1998
- عمان، الأردن منذ 1997
- بانكوك، تايلند منذ 2009
- بيروت، لبنان منذ 2010
- بنغازي، ليبيا منذ 2013
- بوسان,كوريا الجنوبية منذ 2008
- القاهرة، مصر منذ 1988
- دمشق، سورية منذ 2006
- دبي، الإمارات منذ 1997
- غوانزو، الصين منذ 2012
- هيوستن، تكساس، الولايات المتحدة الأمريكية منذ 1988
- جاكارتا، اندونيسيا منذ 2007
- جدة، السعودية منذ 1984
- جوهر بهرو، ماليزيا منذ 1983
- الخرطوم، السودان منذ 2001
- لاهور، باكستان منذ 1975
- ماري، تركمانستان منذ 1994
- مدينة مكسيكو، المكسيك منذ 2010
- انجمينا، تشاد منذ 2014
- أوش، قيرغيزستان منذ 1998
- الرباط، المغرب منذ 1991
- ريو دي جانيرو، البرازيل منذ 1965
- سراييفو، البوسنة والهرسك منذ 1997
- شنغهاي، الصين منذ 1997
- شيمونوسيكي، اليابان منذ 1972
- سانت بطرسبرغ، روسيا منذ 1990 [5]
- سكوبيه، مقدونيا منذ 2003
- تبريز، إيران منذ 2010
- تبليسي، جورجيا منذ 2016
- مدينة تونس، تونس منذ 2010
- البندقية، إيطاليا منذ 2007

## أضنة
- شيمكنت، كازاخستان
- سابورو، اليابان
- بئر السبع, «إسرائيل»
- قرطبة,إسبانيا

## بورصة[6]
- دارمشتات، ألمانيا منذ 1971
- ساراييفو، البوسنة والهرسك منذ 1972
- أولو، فنلندا منذ 1979
- تيفين، الولايات المتحدة الأمريكية منذ 1983
- القيروان، تونس منذ 1987
- شمال نيقوسيا، شمال قبرص التركية منذ 1990
- آنشان، الصين منذ 1991
- بيتولا,مقدونيا منذ 1996
- كيزيلوردا، كازاخستان منذ 1997
- معسكر، الجزائر منذ 1998
- كولمباخ، ألمانيا منذ 1998
- بلفن، بلغاريا منذ 1998
- بلوفديف، بلغاريا منذ 1998
- تيرانا، ألبانيا منذ 1998
- كوشيتسه، سلوفاكيا منذ 2000
- غيونغسانغ الشمالية (مقاطعة)، كوريا الجنوبية منذ 2001
- فينيتسا، أوكرانيا منذ 2004
- برشتينا، كوسوفو منذ 2010
- موجيلوف، بيلاروسيا منذ 2013
- الخليل، فلسطين منذ 2014

## آدابازاري
- دلفت، هولندا
- شومن، بلغاريا
- لويفيل (كنتاكي)، الولايات المتحدة الأمريكية

## ألانيا
- غلادبيك، ألمانيا
- كيزتيلي، هنغاريا
- مورمانسك، روسيا
- تالسي، لاتفيا
- تراكاي، ليتوانيا
- فلاديسلافيا، بولندا

## أنطاليا
- أوستن، تكساس، الولايات المتحدة الأمريكية منذ 2009
- بات يام, «إسرائيل»
- فاماغوستا، شمال قبرص التركية منذ 1997
- جونجو، كوريا الجنوبية
- قازان، تتارستان، روسيا منذ 2003
- مسكيغون، مشيغان، الولايات المتحدة الأمريكية
- نورنبرغ، ألمانيا
- روستوف-نا-دونو، روسيا
- تالديكورغان، كازاخستان

## أنطاكيا
- آلن، ألمانيا منذ 1995

## أرداهان
- آخالتسيخه، جورجيا
- غروزني، روسيا
- أدرنة، تركيا

## أرتوين
- آخالتسيخه، جورجيا

## أيدين
- بوغولما، تتارستان، روسيا
- مانشستر، بريطانيا

## بيغا
- كسانثي، اليونان

## دنيزلي
- بافلودار، كازاخستان منذ 1995
- موغيليف، بيلاروسيا منذ 2001
- برايلا، رومانيا منذ 2005
- سامارا، روسيا منذ 2005
- لاريسا، اليونان منذ 2007
- تقسيم موان الإداري، كوريا الجنوبية منذ 2009
- لوريان، فرنسا

## بشكطاش
- إرلنغن، ألمانيا منذ 2004
- بروكلين، الولايات المتحدة الأمريكية منذ 2005

## جيحان
- سومقاييت، أذربيجان [7]

## تشورلو
- كومانوفو، مقدونيا
- سينوب، تركيا

## معمورة العزيز
- كنجه، أذربيجان

## أرضروم
- أرومية، إيران منذ 2015 [8]

## إسكي شهر
- فرانكفورت، ألمانيا منذ 2012 [9]
- قازان، تتارستان، روسيا منذ 1997
- لينتس، النمسا منذ 2012
- باجو، كوريا الجنوبية
- باترسون، نيو جيرسي، الولايات المتحدة منذ 22 أيار 2002
- سيمفروبول,أوكرانيا منذ 2007
- أورال، كازاخستان

## غازي عنتاب
- دويسبورغ، ألمانيا
- حلب، سورية منذ 13 تشرين ثاني 2005 [10]
- كرمانشاه، إيران منذ 2010
- بودابست، هنغاريا
- نايميخن، هولندا
- ستنيي، مونتنيغرو
- إربد، الأردن
- لودفيغسهافن، ألمانيا

## جبزي
- غاروي، الصومال
- كاراكول، قيرغيزستان

## غيرسون
- ساغاي (ياماغاتا)، اليابان منذ 25 حزيران 1988
- شكي، أذربيجان منذ 12 آذار 2001

## اغدير
- شارير، أذربيجان
- شماخى، أذربيجان منذ 2006
- بريمن ألمانيا2021

## إزمير[11]
- تامبا (فلوريدا)، الولايات المتحدة الأمريكية منذ 3 تموز 1992
- لونغ بيتش (كاليفورنيا)، الولايات المتحدة الأمريكية منذ 5 آذار 2004
- بريمن، ألمانيا منذ 19 تشرين أول 1993
- باكو، أذربيجان منذ 4 أيلول 1985
- موستار، البوسنة والهرسك منذ 25 تموز 1996
- كارجلي، بلغاريا منذ 28 تشرين ثاني 2008
- بلزن، التشيك منذ 3 تموز 1987
- تيانجين، الصين منذ 11 كانون أول 1990
- أودنسه، الدنمارك منذ 20 آذار 1991
- سبليت، كرواتيا منذ 20 أيار 1996
- مومباي، الهند منذ 13 آذار 1997
- تل أبيب, «إسرائيل» منذ 3 تموز 1996
- بشكيك، قرغيزستان منذ 6 حزيران 1991
- فاماغوستا، جمهورية شمال قبرص التركية منذ 27 تشرين أول 1984
- هافانا، كوبا منذ 21 تشرين ثاني 1995
- بالتسي، مولدوفا منذ 20 أيار 1996
- كونستانتسا، رومانيا منذ 9 شباط 1995
- سوسة,تونس منذ 5 تموز 2002
- فولغوغراد، روسيا منذ 16 حزيران 2006
- ووهان، الصين منذ 16 تشرين أول 2009

## إزميد(قوجه ايلي (محافظة))
- كاسل، ألمانيا منذ 1999
- ألسان، كوريا الجنوبية منذ 2002
- سيكشفهيرفار، المجر
- البيضاء، ليبيا
- أدرنة، تركيا

## قارص
- أدرنة، تركيا
- كنجه، أذربيجان منذ 2001
- كوتايسي، جورجيا
- شيركنيس، النرويج

## قيصرية (تركية)
- كريفلد، ألمانيا منذ 2009
- نالتشيك، روسيا
- ميشكولتس، المجر
- حمص، سوريا

## قونية
- تيتوفو، مقدونيا
- سراييفو، البوسنة والهرسك منذ 2007
- شكي، أذربيجان
- كنجه، أذربيجان
- تبريز، إيران منذ 2013
- قم، إيران
- خوي، إيران منذ 2011
- نيسابور، إيران
- ملتان، باكستان
- كيوتو، اليابان
- القضارف، السودان

## مانيسا
- سكوبيه، مقدونيا
- برييدور، البوسنة والهرسك
- إنغولشتات، ألمانيا
- أماصيا، تركيا

## مرسين
- اللاذقية، سوريا
- ويست بالم بيتش، فلوريدا، الولايات المتحدة الأمريكية
- أوبرهاوزن، ألمانيا منذ 2004
- فالبارايسو، تشيلي

## يالفاش
- بيت لحم، فلسطين